# Growl (singel Exo)
„Growl” (kor. 으르렁; chiń. upr. 咆哮) – singel grupy EXO, wydany cyfrowo 5 sierpnia 2013 roku przez wytwórnię SM Entertainment. Singel ukazał się w dwóch wersjach językowych: edycji koreańskiej i mandaryńskiej. Utwór promował repackage album XOXO. Singel sprzedał się w Korei Południowej w nakładzie ponad 1 216 162 egzemplarzy (stan na marzec 2014 r.).

## Produkcja
Utwór Growl został skomponowany przez Hyuk Shin, DK, Jordanq Kyle'a, Johna Majora oraz Jaraha Gibsona. Seo Ji-eum jest autorką tekstu koreańskiej wersji piosenki, a Wang Yajun jest autorem wersji mandaryńskiej. Choreografia do teledysku została opracowana przez Nicka Bassa.

## Promocja
Koreańska wersja jest została wykonana przez podgrupę EXO-K, a mandaryńska przez EXO-M. Teledyski do obu wersji utworu ukazały się 31 lipca 2013 na oficjalnym kanale YouTube wytwórni. Zespół wystąpił z utworem po raz pierwszy w programie M! Countdown 1 sierpnia.

### Wygrane w programach muzycznych
| Kanał TV  | Program          | Liczba wygranych |
| --------- | ---------------- | ---------------- |
| MBC Music | Show Champion    | 3                |
| Mnet      | M Countdown      | 3                |
| KBS2      | Music Bank       | 2                |
| MBC       | Show! Music Core | 3                |
| SBS       | The Music Trend  | 3                |

## Notowania
Wer. kor.
| Lista                                  | Pozycja                         |
| -------------------------------------- | ------------------------------- |
| Gaon Weekly Digital Chart              | 2 (Growl) 64 (Growl EXO-K ver.) |
| Gaon Monthly Digital Chart             | 2                               |
| Gaon Weekly Streaming Chart            | 1                               |
| Gaon Weekly Download Chart             | 2 (Growl) 72 (Growl EXO-K ver.) |
| Gaon Monthly Download Chart            | 23                              |
| Gaon Yearly Download Chart             | 24                              |
| Gaon Weekly BGM Chart                  | 3                               |
| Gaon Weekly Mobile Ringtone Chart      | 5                               |
| Billboard K-Pop Hot 100                | 3                               |
| Billboard K-Pop Hot 100 Year-end chart | 19                              |

Wer. chiń.
| Lista                      | Pozycja |
| -------------------------- | ------- |
| Baidu Weekly Music Chart   | 7       |
| Gaon Weekly Digital Chart  | 6       |
| Gaon Monthly Digital Chart | 26      |
| Gaon Weekly Download Chart | 93      |